# Scott Ross

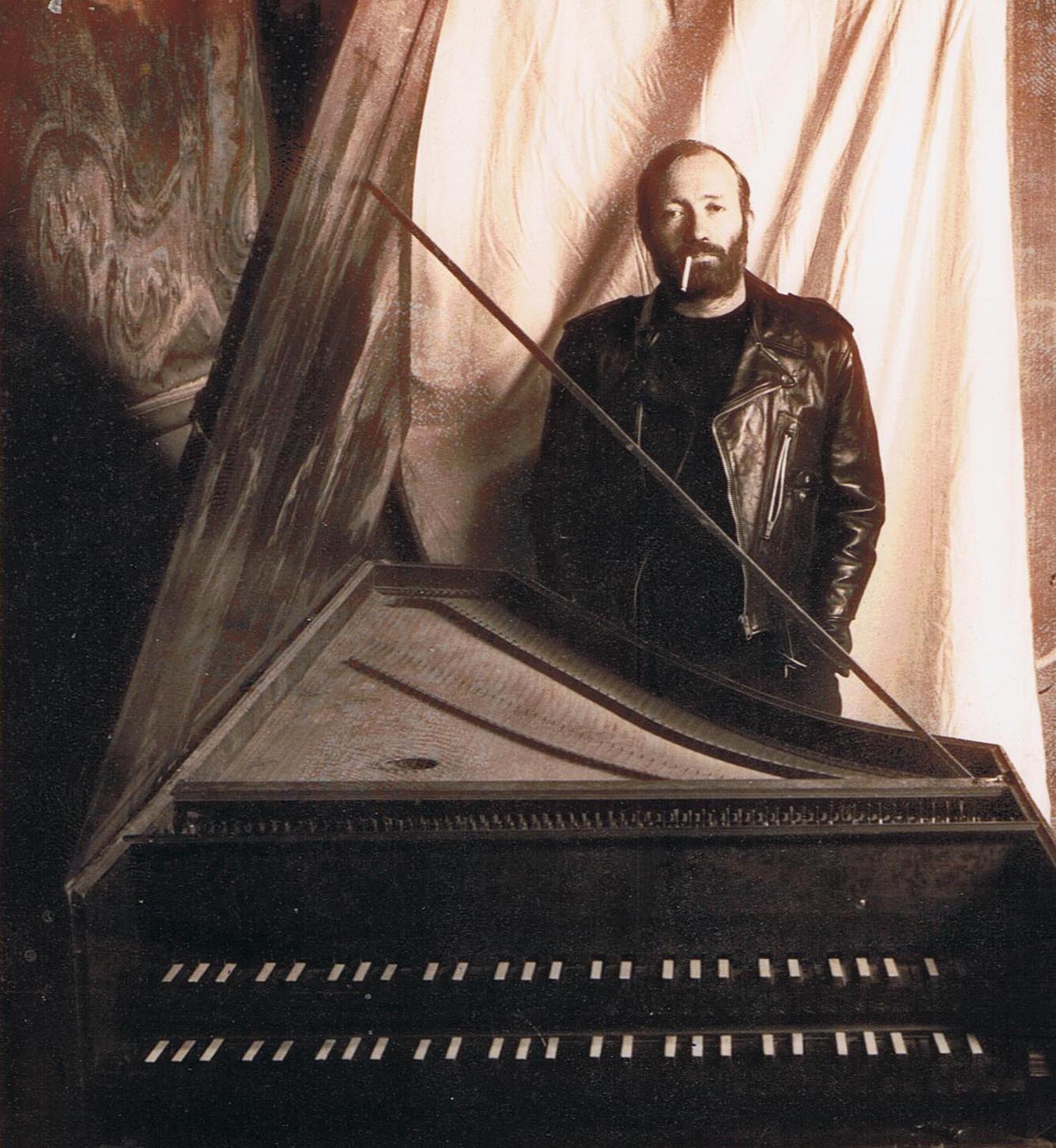
Scott Ross 1985

Scott Ross (* 1. März 1951 in Pittsburgh, Pennsylvania; † 14. Juni 1989 in Assas, Frankreich) war ein US-amerikanischer Cembalist, dessen Aufnahmen der Werke Scarlattis und Rameaus noch immer Vorbildcharakter haben. Bekannt wurde er auch durch seine Interpretation des Fandango von Antonio Soler.

## Leben und Wirken
Ross erlernte in Pittsburgh das Orgel- und Klavierspiel. Als Junge litt er unter einer schweren Skoliose. Nach dem Tod des Vaters zog er als Vierzehnjähriger mit der Mutter nach Frankreich und studierte an den Konservatorien in Nizza bei Pierre Cochereau und in Paris. 1971 belegte er den ersten Platz beim Internationalen Wettbewerb in Brügge. Die Leistung war dabei so herausragend, dass bis 1983 kein erster Preis vergeben wurde.
Es folgten viele internationale Auftritte; auch unterhielt er eine Professur an der Universität Laval in Québec und an Sommerakademien in Venedig. Als erster hat er sämtliche 555 Sonaten von Domenico Scarlatti aufgenommen. Bei seinen Auftritten fiel er durch seine äußerliche Erscheinung auf, die eher derjenigen eines Rockmusikers als eines Interpreten klassischer Musik glich. Er verstarb mit 38 Jahren an den Folgen einer Lungenentzündung, die durch fehlende Krankenversicherung nicht behandelt worden war. Nicht auszuschließen ist, dass Ross an den Folgen einer HIV-Infektion gestorben ist.